# Чутівка (Знам'янський район)
Чутівка — колишнє село в Україні, підпорядковувалося Цибулівській сільській раді Знам'янського району Кіровоградської області.
Виключене з облікових даних рішенням Кіровоградської обласної ради від 7 квітня 2006 року.